# Klaus-Peter Hoppe
Klaus-Peter Hoppe (* 1954; † 2022 in Berlin) war ein deutscher Synchronsprecher.

## Karriere
Als Synchronsprecher war Hoppe unter anderem in den Serien Seinfeld und Eine himmlische Familie sowie in dem Film Anastasia zu hören. Kleine Nebenrollen hatte er in der Anime-Serie Detektiv Conan synchronisiert.

## Synchronarbeiten (Auswahl)

### Filme
- 1986: Igor Nefjodow als Goscha in Ein Regenschirm für Verliebte
- 1996: Michael Shannon als Blumenlieferant in Außer Kontrolle
- 1997: Rick Jones als Revolutionär in Anastasia
- 1999: Alex Van als Deputy Greenwood in Selma, Lord, Selma
- 2004: J. P. Manoux als Polizist in Meine Frau, ihre Schwiegereltern und ich
- 2012: Michele Placido als Roccaforte in Tulpa – Dämonen der Begierde

### Serien
- 1999–2007: Christopher Michael als Sgt. Michaels in Eine himmlische Familie
- 2002: Isshin Chiba als Kriminalbeamter in Detektiv Conan
- 2002: Isshin Chiba als Polizist in Detektiv Conan
- 2006: Takashi Onozuka als Sekretär in Ghost in the Shell: Stand Alone Complex
- 2006: Isshin Chiba als Polizist A in Detektiv Conan